# Sebastien Gonzalez
Sébastien González (Azkaine (Lapurdi) 1977), més conegut com a Gonzalez, és un jugador professional de pilota basca, davanter esquerrà, en nòmina de l'empresa Aspe. Va debutar l'any 1998 al frontó del seu poble, tot i que prové del joc en trinquet basc.

## Palmarés
- Campió del Mundial de Pilota basca: Mèxic 1998
- Campió del Quatre i Mig: 2009
- Subcampió per parelles: 2010